# Ридсдэйл, Колин Эрнест
Колин Эрнест Ридсдэйл (англ. Colin Ernest Ridsdale, 18 января 1944 — 5 января 2017) — английский ботаник.        

## Биография
Колин Эрнест Ридсдэйл родился в городе Бристоль в Англии в 1944 году.
В 1966 году он получил степень бакалавра (с отличием) в Бристольском университете.
Ридсдэйл проводил работу по классификации видов растений; он посетил Шри-Ланку, Индонезию, Малайзию, Папуа — Новую Гвинею, Филиппины и Нидерланды.

## Научная деятельность
Колин Эрнест Ридсдэйл специализируется на семенных растениях.

## Некоторые публикации
- Ridsdale, CE. 1967. ‘Botanical Results of the New Guinea Border demarcation expedition, 1967’. Papua & New Guinea Se. Soc. Trans. 9, 22 pp. 6 fig.
- Geesink, R; AJM Leeuwenberg, CE Ridsdale, JF Veldkamp. 1981. Thonner's Analytical Key to the Families of Flowering Plants (Leiden Botanical Ser.) Ed. Unipub. ISBN 90-220-0730-8.
- Newbery, DM; DM Kennedy, GH Petol, L Madani, CE Ridsdale. 2000. Primary forest dynamics in lowland dipterocarp forest at Danum Valley, Sabah, Malaysia, and the role of the understorey. En: Changes and disturbance in tropical rainforest in South-East Asia. Ed. Imperial College Press. viii + 176 pp. ISBN 1-86094-243-1.